# Kabinett Wendorff IV
Das Kabinett Wendorff IV bildete vom 19. März bis zum 14. Juli 1920 die Landesregierung von Mecklenburg-Schwerin.
Der Landtag des Freistaates Mecklenburg-Schwerin wählte am 19. März 1920 den Ministerpräsidenten und am gleichen Tag die übrigen Staatsminister. Am 14. Juli 1920 trat das Staatsministerium zurück.
| Amt                                                           | Name              | Partei |
| ------------------------------------------------------------- | ----------------- | ------ |
| Ministerpräsident Äußeres Landwirtschaft, Domänen und Forsten | Dr. Hugo Wendorff | DDP    |
| Inneres                                                       | Johannes Stelling | SPD    |
| Finanzen                                                      | Julius Asch       | SPD    |
| Justiz                                                        | Fritz Henck       | SPD    |
| Unterricht, Kunst, geistliche- und Medizinalangelegenheiten   | Hans Sivkovich    | DDP    |